# Plessix-Balisson
Plessix-Balisson ([plɛsi balisɔ̃]; bret. Ar Genkiz-Yuzhael) – miejscowość i dawna gmina we Francji, w regionie Bretania, w departamencie Côtes-d’Armor. W 2013 roku populacja gminy wynosiła 94 mieszkańców. 
W dniu 1 stycznia 2017 roku z połączenia trzech ówczesnych gmin – Plessix-Balisson, Ploubalay oraz Trégon – utworzono nową gminę Beaussais-sur-Mer. Siedzibą gminy została miejscowość Ploubalay. 